# روبرت بي. هانراهان
روبرت بي. هانراهان هو سياسي أمريكي، ولد في 25 فبراير 1934 في شيكاغو هايتس في الولايات المتحدة، وتوفي في 7 يناير 2011 في فيرنون هيلز في الولايات المتحدة بسبب الشلل فوق النووي المترقي. نشط حزبياً في الحزب الجمهوري. وقد انتخب عضو مجلس النواب الأمريكي ‏ عن دائرة Illinois's 3rd congressional district ‏ وقد انضم خلال فترته النيابية ‏ (3 يناير 1973 – 3 يناير 1975) للكتلة البرلمانية الحزب الجمهوري وانتخب عضو مجلس النواب الأمريكي ‏.